# Massimeno
Massimeno är en ort och kommun i provinsen Trento i regionen Trentino-Sydtyrolen i Italien. Kommunen hade 139 invånare (2018).